# (60669) Georgpick
(60669) Georgpick est un astéroïde de la ceinture principale.

## Description
(60669) Georgpick est un astéroïde de la ceinture principale. Il fut découvert le 7 avril 2000 à l'observatoire Kleť par Miloš Tichý. Il présente une orbite caractérisée par un demi-grand axe de 2,21 UA, une excentricité de 0,20 et une inclinaison de 7,7° par rapport à l'écliptique.
Il est nommé d'après Georg Pick.